# جونان
جونان، روستایی در دهستان پاسخن بخش فسارود شهرستان داراب در استان فارس ایران است.

## جمعیت
بر پایه سرشماری عمومی نفوس و مسکن در سال ۱۳۹۵، جمعیت این روستا برابر با ۶۷۳ نفر (۲۰۳ خانوار) بوده است.